# Vindullus
Vindullus is een geslacht van spinnen uit de  familie van de Sparassidae (jachtkrabspinnen).

## Soorten
- Vindullus angulatus Rheims & Jäger, 2008
- Vindullus concavus Rheims & Jäger, 2008
- Vindullus gibbosus Rheims & Jäger, 2008
- Vindullus gracilipes (Taczanowski, 1872)
- Vindullus kratochvili Caporiacco, 1955
- Vindullus undulatus Rheims & Jäger, 2008